# Lallemantia
Lallemantia este un gen de plante din familia  Lamiaceae.

## Specii
Cuprinde 4 specii.
Species
1. Lallemantia baldshuanica Gontsch.
2. Lallemantia canescens (L.) Fisch. & C.A.Mey.
3. Lallemantia iberica (M.Bieb.) Fisch. & C.A.Mey.
4. Lallemantia peltata (L.) Fisch. & C.A.Mey.
5. Lallemantia royleana (Benth.) Benth.